# The Man Who Captured Eichmann
The Man Who Captured Eichmann is een Amerikaanse televisiefilm uit 1996 over de jacht op nazioorlogsmisdadiger Adolf Eichmann door de Israëlische inlichtingendienst Mossad, met Robert Duvall als Eichmann in de hoofdrol.
De film is gebaseerd op de roman Eichmann in My Hands uit 1990 (in het Nederlands verschenen als De arrestatie van Eichmann), geschreven door de Amerikaanse auteur Harry Stein en de voormalig Mossad-agent Peter Malkin.

## Verhaal
De film, die zich afspeelt in 1960, vertelt het verhaal van de pogingen van de Israëlische geheime dienst om Adolf Eichmann op te sporen, die van Duitsland naar Argentinië is gevlucht en de schuilnaam Ricardo Klement heeft aangenomen. De Mossad stuurt een team onder leiding van Peter Malkin naar Argentinië met de opdracht hem levend in handen te krijgen, zodat hij in Israël terecht kan staan voor misdaden begaan ten tijde van de Holocaust.
De film eindigt met het opstijgen van een vliegtuig van El Al met aan boord Adolf Eichmann, die naar Jeruzalem wordt overgebracht. In werkelijkheid gebeurde dit met een Bristol Britannia-propellervliegtuig, maar omdat dit toestel niet meer operationeel was en voor de film gehuurd kon worden, werd voor de scène een Boeing 707-320B gebruikt, een model dat eigenlijk pas in 1962 voor het eerst vloog.

## Rolverdeling
| Acteur                | Personage                      |
| --------------------- | ------------------------------ |
| Robert Duvall         | Adolf Eichmann/Ricardo Klement |
| Arliss Howard         | Peter Malkin                   |
| Jeffrey Tambor        | Isser Harel                    |
| Jack Laufer           | Uzi                            |
| Nicolas Surovy        | Hans                           |
| Joel Brooks           | Meir                           |
| Michael Laskin        | Dr. Klein                      |
| Sam Robards           | David                          |
| Michael Tucci         | Danny                          |
| Rusty Schwimmer       | Rosa                           |
| Jean Pierre Reguerraz | Laszlo Ungari                  |
| Celina Font           | Angela Ungari                  |
| Erika Wallner         | Catalina Klement               |
| Kevin Schiele         | Nicolas Klement                |
| Gregory Dayton        | Muller                         |
| Marcelo Sycz          | Dieter Klement                 |
| Brian Hussey          | Hasse Klement                  |
| Marcos Woinsky        | Abba Eban                      |

## Nominaties
De film werd genomineerd voor onder meer twee Emmy Awards (die voor beste montage en beste hoofdrolspeler) en een Screen Actors Guild Award voor beste hoofdrolspeler.